# Black Sash
Black Sash è una serie televisiva statunitense del 2003.

## Trama
Tom Chang è un ex detective della narcotici sotto copertura che è stato incastrato per contrabbando di eroina e condannato a cinque anni di prigione a Hong Kong, perdendo tutto la sua carriera, il suo matrimonio e la sua potestà genitoriale, e dopo cinque anni si trasferisce a San Francisco per recuperare quello che è stato tolto.

## Episodi
| Stagioni               | Episodi | Prima TV USA | Prima TV Italia |
| ---------------------- | ------- | ------------ | --------------- |
| Prima e unica stagione | 8       | 2003         | 2004            |